# Puerto Píritu
Puerto Píritu é uma cidade venezuelana localizada a norte do Anzoátegui, capital do município de Fernando de Peñalver, e encontra-se a 46 km do centro de Barcelona a capital do Estado. Está localizada na costa marítima central de Anzoátegui com uma população de pouco mais de 11.000 habitantes.
A actual Puerto Píritu foi fundado em 1513 como El Manjar, e ainda conserva uma enorme quantidade de edifícios coloniais no centro histórico da cidade. O turismo e a pesca são as principais fontes de rendimento de Puerto Píritu.